# Asarum megacalyx
Asarum megacalyx là một loài thực vật có hoa trong họ Aristolochiaceae. Loài này được (F.Maek.) T.Sugaw. mô tả khoa học đầu tiên năm 2006.